# Wasilij Cziczagow
Wasilij Jakowlewicz Cziczagow (ros. Василий Яковлевич Чичагов; ur. 28 lutego?/11 marca 1726, zm. 4 kwietnia?/16 kwietnia 1809 w Petersburgu) – rosyjski wojskowy, podróżnik i odkrywca, admirał, dowódca Floty Bałtyckiej w wojnie ze Szwecją, zwycięzca w bitwach pod Rewlem i w Zatoce Wyborskiej (1790). Jako pierwszy oficer floty rosyjskiej odznaczony Orderem św. Jerzego I klasy.

## Życiorys
Urodził się 28 lutego?/11 marca 1726 roku w niezamożnej rodzinie szlacheckiej, w majątku niedaleko Kostromy. Po ukończeniu Akademii Morskiej w Petersburgu, w 1742 roku rozpoczął służbę w rosyjskiej flocie. Po awansie do stopnia lejtnanta, w 1754 roku objął dowodzenie fregatą „Swiatyj Michaił”. Brał udział w wojnie siedmioletniej: w 1757 roku uczestniczył w blokadzie wybrzeża Prus i odbywał rejsy krążownicze w kierunku Sundu; w 1761 roku walczył pod Kołobrzegiem. Rok później został awansowany do stopnia kapitana II rangi. W 1764 roku ponownie awansował, do stopnia kapitana I rangi i w maju tegoż roku został wyznaczony dowódcą okrętu liniowego „Rewel”.
Po kilkunastu dniach otrzymał jednak nowy przydział: zastępcy komendanta portu w Archangielsku. Już 25 czerwca?/6 lipca 1764 roku Admiralicja mianowała go dowódcą ekspedycji polarnej, mającej wytyczyć drogę do Azji przez Ocean Arktyczny, wzdłuż wybrzeży Spitsbergenu i Grenlandii do Kamczatki – teoretyczną możliwość istnienia tej drogi nakreślił Michaił Łomonosow. W latach 1765–1766, na okrętach „Cziczagow”, „Panow” i „Babajew” (nazwanych od nazwisk swoich dowódców), dwukrotnie podejmował próby pokonania niezwykle trudnej nawigacyjnie trasy, osiągając 80°30′ szerokości geograficznej północnej i stwierdzając, że przebycie tej drogi drewnianym żaglowcem jest niemożliwe. Zasługi ekspedycji i jej dowódcy zostały wysoko ocenione przez cesarzową Katarzynę II.
W 1767 roku powrócił do Floty Bałtyckiej, lecz już w roku następnym został ponownie skierowany na północ, jako komendant portu w Archangielsku. Jego głównym zadaniem tam było przyspieszenie budowy nowych okrętów dla floty rosyjskiej, potrzebującej coraz większej ich liczby w związku z wojną z Turcją. Jako człowiek z zewnątrz, wszedł w konflikt z miejscową administracją, z gubernatorem na czele. W 1770 roku został, rozkazem Katarzyny II, odwołany i przeniesiony do Floty Bałtyckiej, z jednoczesnym awansem do stopnia kontradmirała. Przez krótki czas służył w Admiralicji, następnie był między innymi komendantem portu w Rewlu i dowódcą tamtejszego zespołu okrętów. Latem 1771 roku stanął na czele eskadry liniowej, bazującej w Kronsztadzie, która w roku następnym została pod jego flagą wysłana na Morze Śródziemne. Po przybyciu do Livorno zdał dowodzenie i powrócił do Petersburga. Za pomyśle przeprowadzenie okrętów otrzymał Order św. Anny, a w 1773 roku został odznaczony Orderem św. Jerzego IV klasy za udział w 20 kampaniach morskich.
Pod koniec 1773 roku został wysłany na południe, na stanowisko zastępcy dowódcy Flotylli Azowskiej, admirała Aleksieja Sieniawina. W następnym roku dwukrotnie udaremnił próbę przedarcia się floty tureckiej przez Cieśninę Kerczeńską na Morze Azowskie. Po zakończeniu wojny z Turcją został odwołany do Petersburga, w 1775 roku awansowany do stopnia wiceadmirała. W 1777 roku objął dowodzenie pierwszą dywizją Floty Bałtyckiej – dowódcą drugiej został admirał Samuel Greig. 28 czerwca?/9 lipca 1782 roku otrzymał awans na pełny stopień admiralski, w tym okresie został również odznaczony Orderem św. Aleksandra Newskiego.
Po wybuchu wojny ze Szwecją i śmierci admirała Greiga w 1788 roku, objął dowodzenie całością Floty Bałtyckiej. Swoje pierwsze starcie w tej roli – bitwę koło Olandii 15 lipca?/26 lipca 1789 roku – poprowadził w skrajnie pasywny sposób, nie wykorzystując błędów przeciwnika, chociaż przy nierozstrzygniętym wyniku samej bitwy zachował strategiczną przewagę w działaniach morskich, blokując flotę szwedzką w jej bazach. W kampanii następnego roku odniósł dwa znaczące zwycięstwa: na redzie Rewla 2 maja?/13 maja oraz w Zatoce Wyborskiej 23 czerwca?/4 lipca. Przyniosły mu one odznaczenia, odpowiednio, Orderem św. Andrzeja oraz Orderem św. Jerzego I klasy – ten ostatni jako pierwszemu przedstawicielowi floty w historii Rosji. Jednak, według znacznej części rosyjskich oficerów, jak i dość zgodnej opinii historyków, nazbyt ostrożna taktyka rosyjskiego głównodowodzącego pozwoliła Szwedom na ocalenie znacznej części swojej floty i przejęcie inicjatywy w działaniach na morzu, co doprowadziło do porażki księcia von Nassau-Siegen w II bitwie na wodach Svensksundu.
Do 1796 roku pozostawał na stanowisku dowodzącego Flotą Bałtycką, uczestniczył również w pracach czteroosobowej komisji opracowującej plany rozbudowy Floty Czarnomorskiej. Po objęciu tronu przez Pawła I nastąpiła reorganizacja Floty Bałtyckiej i jej podział na trzy samodzielne dywizje. Cziczagow objął na krótko dowództwo jednej z nich, a następnie został skierowany do Rewla, gdzie miał utworzyć kursy dla wyższych oficerów marynarki. W kampanii 1797 roku głównodowodzącym flotą był sam cesarz, który osobistym rozkazem z 12 lipca?/23 lipca przeniósł Cziczagowa w stan spoczynku. Oficjalnym powodem zwolnienia ze służby był zły stan zdrowia admirała, bardziej prawdopodobnym jednak konflikt, w jaki popadł z młodszymi admirałami rosyjskimi, protegowanymi Pawła I i niełaska cesarska – dowodem na to miało być zwolnienie z floty także dwóch synów admirała. Jeden z nich, Pawieł, został później przywrócony do służby, brał udział w wojnach napoleońskich, gdzie wyróżnił się w bitwie nad Berezyną, awansował do stopnia admiralskiego i pełnił funkcję ministra marynarki.
Wasilij Cziczagow zmarł 4 kwietnia?/16 kwietnia 1809 roku w Petersburgu i został pochowany na cmentarzu Łazarza przy ławrze Aleksandra Newskiego. W pogrzebie uczestniczył cesarz Aleksander I. Imieniem obu admirałów Cziczagowów nazwano szereg obiektów geograficznych oraz liczne okręty i statki.